# Alexander Mathisen
Alexander Myhre Moccia Mathisen (* 24. November 1986 in Oslo) ist ein ehemaliger norwegischer Fußballspieler, der laut verschiedenen Quellen während seiner Jugendzeit in Italien auch die italienische Staatsangehörigkeit erhielt.

## Karriere
In Vålerenga gab Alexander Mathisen sein Debüt in der norwegischen Premier League im Jahr 2005, bevor Mathisen die Spiele in der Jugendmannschaft von FC Parma in Italien absolviert hat. In der Champions League und Europa League hat er ein bzw. zwei Qualifikationsspiele mit Vålerenga IF absolviert. Der Vertrag von Vålerenga war bis zur Saison 2007 gültig. 2008 ging Mathisen nach Aalesunds FK. Im Jahr 2011 wechselt Mathisen nach Belgien. Er kehrte 2013 nach Norwegen zurück, wo er drei Jahre seine Karriere beendete.